# Clásicos de fútbol de Uruguay
El fútbol es el deporte más popular en Uruguay. Esto da lugar a que las clásicas rivalidades sean seguidas con gran interés, en algunos casos incluso más allá de las fronteras del país.

## El Clásico
El clásico es el enfrentamiento entre los dos equipos más importantes del país: Peñarol y Nacional. Es el partido más importante del fútbol uruguayo.
Esta extrema rivalidad surge desde los propios inicios del fútbol uruguayo y tiene sus raíces en los enfrentamientos entre el Albion y el CURCC(Peñarol) ya en el siglo XIX. CURCC, que es el mismo equipo que Peñarol, nació como un club propulsado por los inmigrantes ingleses vinculados al ferrocarril, y al poco tiempo, se convirtieron junto con el Albion en los equipos de fútbol más poderosos del país; hasta el nacimiento de Nacional en 1899, club fundado con la intención de ser un cuadro netamente criollo, en respuesta a esa época en la cual los clubes de fútbol eran de casi exclusiva participación extranjera. Desde sus propios orígenes ambos clubes han rivalizado con fervor, y dividieron al país en dos mitades: al atraer el favoritismo de parte de la gran mayoría de la población, que se inclina por alguno de estos dos equipos. Rivalizan en prácticamente todos los aspectos: en conquistar más campeonatos uruguayos que el rival, ganar más Copas Libertadores o del Mundo, en la forma de actuar de sus hinchas, cuál equipo tiene mayor número de hinchas, rivalizan cuando se enfrentan en divisiones juveniles o en otros deportes menores. Es importante destacar, que si bien ambos clubes tienen sede en Montevideo, se trata de una rivalidad a nivel nacional, ya que los dos equipos captan la simpatía de aproximadamente el 85% de los uruguayos de todo el país, generando enfrentamientos en todos los rincones del mismo. Incluso, existen centenares de equipos que llevan el nombre de "Nacional" o "Peñarol" simulando los mismos colores y tradiciones en casi todos los rincones del país; equipos dispuestos a enfrentar a su clásico rival una y otra vez, en cada una de estas localidades.

## Clásico de los medianos
El clásico de los medianos es el que disputan Danubio y Defensor Sporting, los dos equipos que no llegan a los títulos o importancia, como Peñarol o Nacional, en el país pero más ganadores comparado al resto. Se trata de un "clásico moderno" ya que la rivalidad fue generada a partir de los años 1990. Ambos clubes son de barrios distintos y alejados, Defensor pertenece a la zona sur de Montevideo, los barrios Parque Rodó y Punta Carretas, por su parte Danubio, es de la Curva de Maroñas, al noreste de la ciudad.
La rivalidad nació a partir de los enfrentamientos en divisiones juveniles: para finales del siglo XX y comienzos del siglo XXI, ambos clubes, poseían las mejores canteras de futbolistas, y disputaban entre sí los títulos de campeón juvenil. Estos jugadores, crecieron y trasladaron la rivalidad.

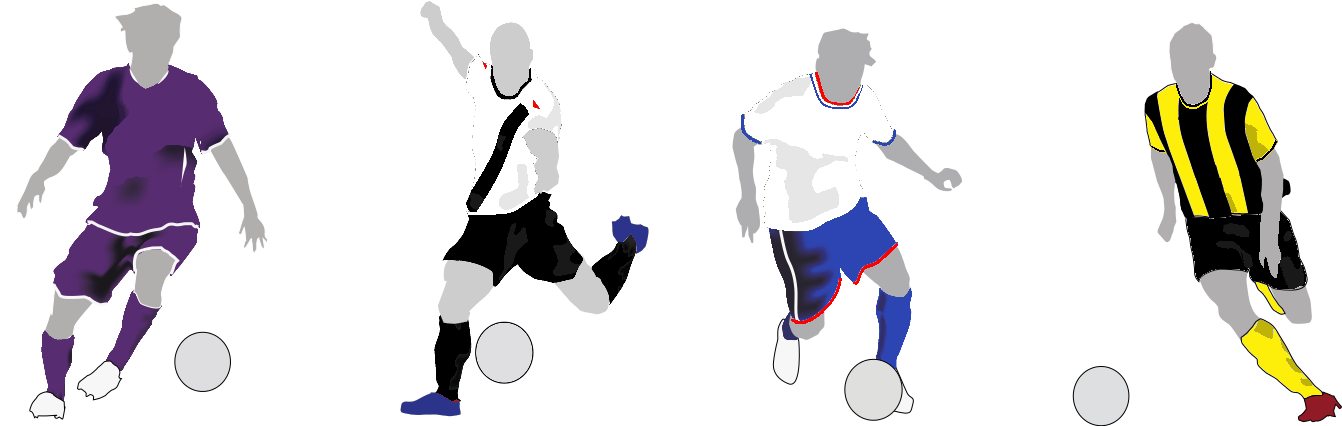
Los uniformes de los medianos del fútbol uruguayo: Defensor Sporting y Danubio, y los de los dos grandes: Nacional y Peñarol.

Al subir a Primera División, estos planteles le otorgaron títulos a sus respectivos equipos, que desde entonces compiten entre sí por convertirse en el "tercer grande" del fútbol uruguayo. Tanto Danubio como Defensor son los dos clubes, luego de Nacional y Peñarol, con mejor desarrollo en formativas, infraestructura deportiva y palmarés del fútbol local.
A nivel institucional la relación entre ambos clubes es buena, ya que ambas directivas buscan los mismos objetivos: disminuir el poder de los dos equipos "grandes" (Nacional y Peñarol), aunque entre las hinchadas existe rivalidad. Los últimos enfrentamientos entre los clubes han dejado incidentes entre ambas parcialidades. Incluso en el clásico correspondiente al Torneo Clausura del Campeonato Uruguayo 2020 también registró incidentes entre hinchas, a pesar de que todo el torneo se disputó a puertas cerradas.
Defensor aventaja actualmente en abril de 2022 a Danubio por el Campeonato Uruguayo en 15 partidos en enfrentamientos directos y también en títulos totales oficiales pero el crecimiento de Danubio en el siglo XXI ha sido exponencial acercándosele mucho.

## Clásico de la Villa
El Clásico de la Villa es el segundo clásico más añejo después del súperclásico, el mismo enfrenta a los dos equipos de mayor influencia dentro de la Villa del Cerro: Cerro y Rampla Juniors. Dentro del Cerro de Montevideo, el fanatismo por cerrenses y picapiedras se vive con mucha rivalidad. La misma nace con la mudanza de los rojiverdes (nacidos en la Aduana de la Ciudad Vieja) al Cerro en 1919 y el posterior surgimiento –en reacción localista– de los albicelestes en 1922, como miembros de la disidente y recién fundada Federación Uruguaya de Football.
Las sedes sociales de los equipos en cuestión se ubican ambas en la calle Grecia de la Villa del Cerro, a pocos metros de distancia. Las canchas, por otra parte, están bastante más alejadas; el estadio de Rampla se encuentra contra la Bahía de Montevideo, en la calle Turquía del mencionado barrio, mientras que el Club Atlético Cerro tiene su actual estadio en las afueras de la localidad, por el barrio Cerro Norte, generándose una atmósfera muy especial en toda la zona los días de partido clásico. El pequeño El Tobogán, también ubicado en los límites del Cerro montevideano, no es la excepción, y la mayoría de sus habitantes son hinchas albicelestes por la cercanía del estadio al barrio, aunque también hay hinchas ramplenses. Además de esto, ambos equipos poseen un fuerte arraigo en gran parte de la zona oeste de Montevideo, en barrios como Casabó, Paso de la Arena y Pajas Blancas, etc., además de los ya mencionados barrios que integran el Cerro de Montevideo.
Desde los años 1990 el nivel de la violencia en el fútbol uruguayo fue creciendo, es por ello que el clásico ha tenido que salir del barrio en varias ocasiones por motivos de seguridad. La mayoría de estas veces el partido se disputó en el Estadio Centenario, y otra vez se recurrió al Estadio Gran Parque Central. Desde 2012, ambos equipos han vuelto a ser locales en sus respectivos recintos.

## Clásicos del Prado
El término Clásicos del Prado hace referencia actualmente a los enfrentamientos entre el Montevideo Wanderers y el C.A. River Plate. No obstante, a nivel histórico, se refería a una serie de enfrentamientos directos entre los tres equipos del barrio Prado de la ciudad de Montevideo: Wanderers, River Plate y Bella Vista. Los estadios de estos tres equipos (Parque Viera, el Parque Omar Saroldi y el José Nasazzi) están a menos de 6 cuadras uno del otro.
Si bien son equipos históricos del fútbol uruguayo y cuyas canchas tienen una gran proximidad, la rivalidad es relativa.[cita requerida]

## Clásico del Oeste
La rivalidad entre Fénix (de Capurro) y Racing (de Sayago) ha surgido en la década de los 90. Se forjó por la gran cantidad de partidos decisivos que han jugado, especialmente, en las divisionales de ascenso. Desde muchos años Racing y Fénix ha tenido varios altibajos, porque en casi todos los campeonatos, los dos equipos luchan por no descender.
Las hinchadas de los equipos se autodenominan "La Banda De La Estación" o "La Tacuabé" (Racing) y "Los Mugrientos de Capurro" (Fénix).
Los Cerveceros (Racing) tienen ventaja sobre los Albivioletas (Fénix) en el historial, ventaja que se ha estirado en los últimos años, producto de las 8 victorias de Racing en los últimos 9 partidos disputados entre sí. 

## Clásico del Cerrito
El clásico de Cerrito es otro de los clásicos barriales, lo disputan los dos clubes del barrio Cerrito de la Victoria: Cerrito y Rentistas. Ambos equipos militaron muchos años en categorías de ascenso y se encontraron por primera vez en primera división en 2004.
El barrio está ubicado en el centro-norte de Montevideo, al sudeste del arroyo Miguelete. Una de las características más destacadas es su cerro de 72m de altura, lugar privilegiado por su vista y elegido por los sitios militares como punto de vigilancia.

## Clásico del Noreste
El Clásico del Noreste es llamado así al partido que disputan Tacuarembó y Cerro Largo, también llamados El Tacua y Los arachanes respectivamente. Ambos equipos están ubicados en el noreste del país y son oriundos de los departamentos homónimos.
Esta rivalidad nace en los antiguos campeonatos amateurs del Noreste organizados por OFI y disputado desde 1968, con la afiliación de Cerro Largo, hasta 1990, cuando Cerro Largo vuelve al campeonato del este. Además resurge cuando los arachanes ascienden a Primera división en 2008.
En la temporada 2008/2009, Tacuarembó se impuso como visitante 1-0 en Melo, luego empataron 1-1 en Tacuarembó. Al año siguiente, fueron ambos triunfos de Tacuarembó (2:1 en Melo y 3:0 en Tacuarembó). Por el fútbol profesional, El Tacua nunca perdió un encuentro contra su tradicional rival.

## Clásico de Maldonado
- Se lo llama así porque ambos equipos son del departamento de Maldonado. Atenas nació en San Carlos y Deportivo Maldonado en la capital.

Historial: El primer partido oficial se disputó en 1932 con victoria de los de San Carlos y hasta el día de hoy se ha disputado 112 veces. Los Atenienses lideran el historial con 51 partidos ganados, los Rojiverdes coleccionan 36 victorias y empataron 26 veces.
Atenas jugó hasta el año 2001 en la OFI, donde ha quedado como uno de los máximos ganadores de todas sus competiciones. En el fútbol profesional ha militado 15 veces en la segunda división consiguiendo 3 ascensos a primera.
Deportivo ha disputado 17 veces la segunda división y en 7 ocasiones primera categoría, obteniendo su primer ascenso en el año 2019 (ya que en 1998 había accedido a primera por decreto de la AUF).

## Clásico canario
- llama el clásico canario al partido que juegan Juventud y Oriental. Juventud es de Las Piedras, y Oriental se ubica en La Paz, ambas ciudades de Canelones, Uruguay.

Por casi 20 años (desde finales de la década de 1990 hasta 2018) este encuentro no se disputó en campeonatos de la AUF porque los equipos militaban en diferentes categorías. Algunos campeonatos, Juventud estaba en primera división y Oriental jugaba en la segunda, en otros, Los Pedrenses militaba en la segunda división y El Celeste de La Paz en la tercera.
En 2018 se volvieron a cruzar después de casi 20 años porque jugaron juntos en la segunda categoría (ya que Juventud descendió a la B y Oriental militaba hace muchos años en esa categoría).
El último partido que disputaron terminó con triunfo de Juventud por 3-1 en Las Piedras.

## Clásico del muro
Otra de las rivalidades menores de Montevideo se llama El Clásico del muro, lo disputan Central Español y Miramar Misiones. El estadio de este último (Luis Méndez Piana) se encuentra en el Parque Batlle, y está pegado al estadio de Central Español (Parque Palermo), separado del mismo por una medianera. Ambos escenarios deportivos están ubicados a escasos metros del Estadio Centenario. La mayoría de sus enfrentamientos han sido disputando partidos de ascenso.
Solo uno de estos dos equipos ha sido campeón de la primera división del fútbol uruguayo, Central Español, quien consiguió el título en 1984, curiosamente en ese campeonato Miramar Misiones descendió.

## Clásico de Colonia
- El Clásico de Colonia: Se le llaman a los encuentros disputados entre Deportivo Colonia y Plaza Colonia, situados dentro del mismo departamento y con antecedentes dentro de la AUF.

Desde hace varios años este encuentro no se disputa, debido a la desafiliación por deudas del Deportivo Colonia, aunque se especula con su vuelta al fútbol profesional.
Plaza Colonia cuenta con un Torneo Clausura y Torneo Apertura en su palmarés, mientras que Deportivo Colonia no ha acumulado títulos. En cuanto a temporadas en Primera División, el Patablanca posee 10 y el Depor Colonia suma 4 participaciones.

## Clásico de Rivera
- El Clásico de Rivera: Se denominan así a los encuentros disputados entre Frontera Rivera Chico y Rivera Livramento, situados dentro del mismo departamento y con antecedentes dentro de la AUF.

Si bien su presencia en los torneos de la AUF fue escasa, la rivalidad surge por ser el representante del departamento dentro de la AUF, incluso vinculando demandas entre los clubes para impedir la participación deportiva del otro.
Desde hace varios años este encuentro no se disputa, debido a la desafiliación por deudas de ambos clubes. Frontera Rivera fue el único de los dos clubes que llegó a disputar la Primera División Uruguaya.

## Clásico del Este
- El Clásico del Este: Se le llaman a los encuentros disputados entre Rocha y Atenas de San Carlos, situados en departamentos vecinos al este del país.

Rocha fue uno de los dos equipos del interior en ganar un campeonato de primera división, cuando salió campeón del Torneo Apertura 2005-06, también lo consiguió Plaza Colonia en 2016.
Atenas ganó 4 Copas del interior.
Actualmente Rocha se encuentra en la Tercera categoría y el Atenas de San Carlos en la Segunda división del fútbol uruguayo. El historial y los títulos están a favor de Atenas pero siempre son partidos parejos y reñidos.

## Otros clásicos menores
- Progreso vs. Uruguay Montevideo: La rivalidad se produce porque el Club Atlético Progreso es el principal referente futbolístico del barrio de La Teja, mientras que Uruguay Montevideo Football Club es el club insignia del pequeño barrio vecino de Pueblo Victoria. Justamente, La Teja formaba parte del "Pueblo Victoria", pero con el paso del tiempo fue incrementando su área y desplazándolo, al punto que es común confundir dichas áreas y denominar todo como simplemente "La Teja". Esta realidad es lo que genera la disputa entre ambas instituciones, aunque como Uruguay Montevideo nunca disputó la primera división, solo se enfrentaron en categorías de ascenso.
- Si bien Uruguay Montevideo nunca disputó la primera división, supo ganarle en varias ocasiones a Progreso que ha llegado a ser campeón uruguayo en 1989, teniendo un historial entre estos dos equipos muy parejo donde hay una leve ventaja a favor del gaucho. Una muestra de esto fue en 2017 cuando se jugó un campeonato por la copa “100 años del Club Atlético Progreso” la cual ganó el equipo de Pueblo Victoria mientras este competía en divisiones amateur y Progreso por su parte estaba compitiendo en divisiones profesionales.
- Con respecto a las hinchadas de cada uno, ambos tienen hinchas muy fieles y arraigados a su barrio, se han registrado algunos incidentes entre ambas hinchadas y los de Pueblo Victoria incluso han llegado a robarle banderas a hinchas del Gaucho. Uno de sus mayores enfrentamientos fue en 2005 cuando se disputaba un partido por la segunda división en el Parque Ancap, estadio de Uruguay Montevideo, el partido en el primer tiempo lo iba ganando el gaucho por 3 a 0 y en el segundo tiempo los de Pueblo Victoria logran dar vuelta el resultado ganando el partido 5 a 3, los hinchas de Progreso que estaban presentes muy molestos por el partido y “provocaciones” de algunos hinchas de Uruguay Montevideo, dieron la vuelta y fueron a buscar a los de Pueblo Victoria para enfrentarse y las dos hinchadas terminaron cruzándose, enfrentamiento en el cual los hinchas de Uruguay Montevideo terminan corriendo a los de Progreso. Este hecho fue narrado por hinchas del Gaucho en un programa de radio en el 2023.
- También Progreso tiene rivalidad con otros equipos de La Teja: el Club Atlético Artigas, fundado en 1927; y la Institución Atlética Potencia, surgida recientemente en 2001.

- Basáñez vs. Villa Española: La rivalidad se produce porque el Club Atlético Basáñez fue fundado en el barrio de la Unión, pero también identificado y ubicado en el barrio de Malvín Norte, mientras que el Club Social y Deportivo Villa Española se creó en el barrio vecino del mismo nombre.[10]

También Basáñez tiene rivalidad con el Club Atlético Alto Perú, equipo con el que comparte colores y está fundado y arraigado en Malvín Norte.
- Clásico de Palermo: La rivalidad se produce porque tanto Mar de Fondo Fútbol Club como Central Español Fútbol Club son oriundos del barrio Palermo y apodados como Palermitanos. Hace muchos años que este partido no se disputa, debido a que Central Español se afianzó en la segunda división y Mar de Fondo no ha podido salir de la tercera categoría de ascenso. En 2023 se volvieron a enfrentar en la Primera División Amateur (tercera categoría), partidos que terminaron en un empate y una victoria para Mar de Fondo Fútbol Club
- Clásico gallego: La rivalidad se genera porque los dos clubes uruguayos están identificados con España. En el caso de Central Español Fútbol Club (en aquel entonces llamado solo "Central"), en 1970 se iniciaron las gestiones con el Instituto de Migraciones de España que quería tener un equipo de fútbol en Uruguay que los representara. Un año después se cristalizó el acuerdo y se denominó como Central Español. En el caso del Club Social y Deportivo Villa Española, fue originado por parte de españoles que emigraron al país.
- Clásico del litoral: Se remite a la rivalidad deportiva de dichos departamentos. Tanto Salto Fútbol Club como Paysandú Fútbol Club son instituciones que surgieron por el apoyo de algunos clubes locales para potenciar la presencia del departamento en los torneos de la AUF. En la actualidad, cada equipo es el único representante del departamento en la Asociación, aunque la rivalidad se trasladaría a otros clubes del departamento que se enfrenten (por ejemplo, el Paysandú Bella Vista, de buen pasar durante su permanencia en el torneo).
- Clásico del Plata: La rivalidad se genera porque los dos clubes son de la zona de Parque del Plata: Club Deportivo Parque del Plata y Unión de Deportes de Estudiantes del Plata, pero este último surgió por un desvinculamiento de integrantes de Parque del Plata, produciendo una rivalidad en la zona al punto que una facción de la barra brava de parque del plata denominados “los pibes del norte” o “los menores de la 14” en el año 2022 asesinaron a un hincha de Estudiantes del Plata por querer tachar un mural con el nombre de esta facción. Parque del Plata milita en la tercera categoría, mientras que Estudiantes del Plata compite en la cuarta y última divisional del fútbol uruguayo.
- Clásico de San Carlos: La rivalidad entre Libertad y San Carlos es de las rivalidades muy longevas en OFI, antes era más la rivalidad contra Atenas, pero este club se afilió a AUF. Ambos clubes son de los más grandes del interior, ambos con dos copas del interior.
- Clásico de la Ruta 5: Es el clásico entre el CA Progreso de Canelones y el CA Juanicó, la rivalidad se produce desde 1923 pero hay datos de equipos de progreso con rivalidad contra los de Juanicó. Juanicó cuenta con el mejor estadio propio de un club en Canelones y Progreso con un Vicecampeonato de Copa OFI en el 1966 por eso es un clásico muy conocido.
- Clásico de Nuevo París: La rivalidad entre Salus Football Club y Club Atlético Villa Teresa, del barrio de Nuevo París, Montevideo. Surge por su cercanía y se disputó muchas veces en la segunda y tercera división del fútbol Uruguayo. Curiosamente, estos dos equipos se fusionarían en el año 2000 en el ahora extinto Alianza Fútbol Club (Uruguay).
- Clásico del litoral: El clásico del litoral hace referencia a la rivalidad entre el Paysandú Fútbol Club y el Salto Fútbol Club; este clásico como tal no tiene una fecha en concreto de inicio pero en los últimos años se ha expandido esta rivalidad del norte del Uruguay debido a que ambos clubes llevan coincidiendo varios años en la Primera división amateur donde se suelen enfrentar siendo el conjunto de Paysandú el que lidera el historial.